# Kelle Marie
Kelle Marie (Cardiff, 1º ottobre 1980) è un'ex attrice pornografica britannica.

## Biografia
Ha iniziato come modella all'età di 16 anni (ha girato in topless per Page Three Girl) sui giornali britannici. Da allora è apparsa in varie pubblicazioni come Playboy Lingerie, Club e Mayfair.
È stata eletta ragazza Penthouse nel mese di maggio 2001.

## Riconoscimenti
- 2009 AVN Award nomination – Best All-Girl 3-Way Sex Scene – Tera Goes Gonzo[2]